# Labiobarbus lamellifer
Labiobarbus lamellifer är en fiskart som beskrevs av Kottelat, 1994. Labiobarbus lamellifer ingår i släktet Labiobarbus och familjen karpfiskar. Inga underarter finns listade i Catalogue of Life.